# Юрдес
Юрде́с (фр. Urdès) — коммуна во Франции, находится в регионе Аквитания. Департамент — Атлантические Пиренеи. Входит в состав кантона Арти-э-Пеи-де-Субестр. Округ коммуны — По.
Код INSEE коммуны — 64541.

## География

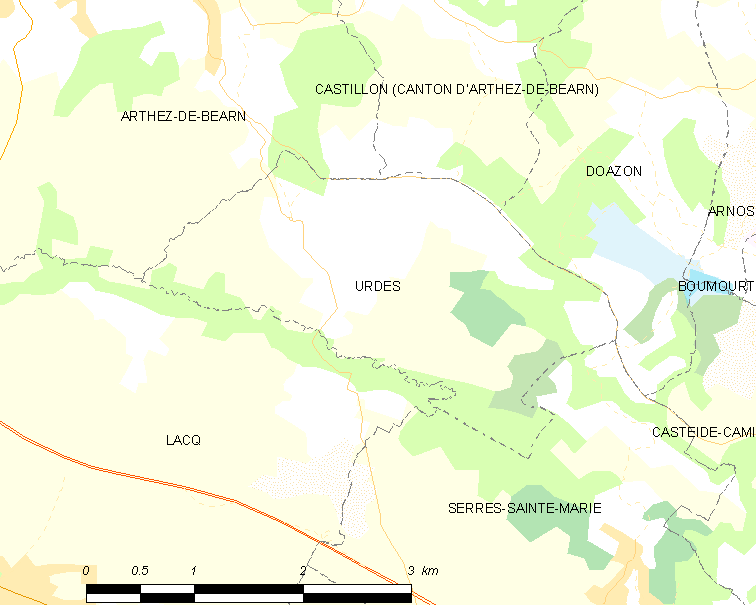
Карта коммуны

Коммуна расположена приблизительно в 650 км к югу от Парижа, в 155 км южнее Бордо, в 24 км к северо-западу от По.

### Климат
Климат тёплый океанический. Зима мягкая, средняя температура января — от +5°С до +13°С, температуры ниже −10 °C бывают редко. Снег выпадает около 15 дней в году с ноября по апрель. Максимальная температура летом порядка 20-30 °C, выше 35 °C бывает очень редко. Количество осадков высокое, порядка 1100 мм в год. Характерна безветренная погода, сильные ветры очень редки.

## Население
Население коммуны на 2010 год составляло 272 человека.
| 1962 | 1968 | 1975 | 1982 | 1990 | 1999 | 2010 |
| ---- | ---- | ---- | ---- | ---- | ---- | ---- |
| 179  | 153  | 146  | 171  | 207  | 224  | 272  |

## Администрация
| Период | Период | Фамилия       | Партия | Примечания |
| ------ | ------ | ------------- | ------ | ---------- |
| 2001   | 2020   | Кристиан Леши |        |            |

## Экономика
В 2010 году среди 172 человек трудоспособного возраста (15-64 лет) 139 были экономически активными, 33 — неактивными (показатель активности — 80,8 %, в 1999 году было 59,6 %). Из 139 активных жителей работали 130 человек (72 мужчины и 58 женщин), безработных было 9 (6 мужчин и 3 женщины). Среди 33 неактивных 14 человек были учениками или студентами, 9 — пенсионерами, 10 были неактивными по другим причинам.